# Organização Sionista Mundial
A Organização Sionista Mundial (em hebraico:  ההסתדרות הציונית העולמית), conhecida pela abreviatura WZO, foi fundada por iniciativa de Theodor Herzel no primeiro congresso sionista, em agosto de 1897, na Basileia, Suíça.
Quando foi fundada, os objetivos do movimento sionista foram declarados na resolução deste congresso. Os objetivos sionistas estabelecem que todo o povo judeu tem legalmente o direito de morar em Israel. Para isso, foram utilizados os seguintes meios:
- Promover a regularização de agricultores, artesãos e comerciantes judeus na Palestina.
- Organizar e unir todo os judeus através de meios locais e internacionais eficazes, em conformidade com as leis de cada país.
- O reforço do sentimento nacional judaico e da consciência nacional.
Tais objetivos configuram etapas preparatórias para a obtenção do consentimento dos governos, quando necessário, a fim de alcançar os objetivos do sionismo.
A Organização Sionista Mundial é composta pelos seguintes órgãos: As uniões Sionistas Mundiais, federações sionistas internacionais; organizações internacionais que se definem como sionistas, como Hadassah, Bnai-Brith, Maccabi e a Federação Internacional Sefardita; as três vertentes do judaísmo mundial (ortodoxos, conservadores, Reformistas), a delegação do CIS - Comunidade dos Estados Independentes (ex-União Soviética), a União Mundial de Estudantes Judeus (WUJS) e outras mais.

## Presidentes da Organização Sionista Mundial
- Theodor Herzl: (1897–1904)
- David Wolfsohn: (1905–1911)
- Otto Warburg: (1911–1921)
- Chaim Weizmann (1.ª vez): (1921–1931)
- Nahum Sokolow: (1931–1935)
- Chaim Weizmann (2.ª vez): (1935–1946)
- David Ben-Gurion (interino): (1946–1956)
- Nahum Goldmann: (1956–1968)

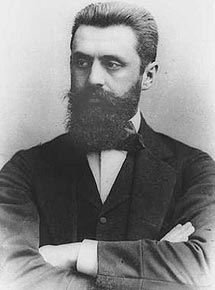
Theodor Herzl
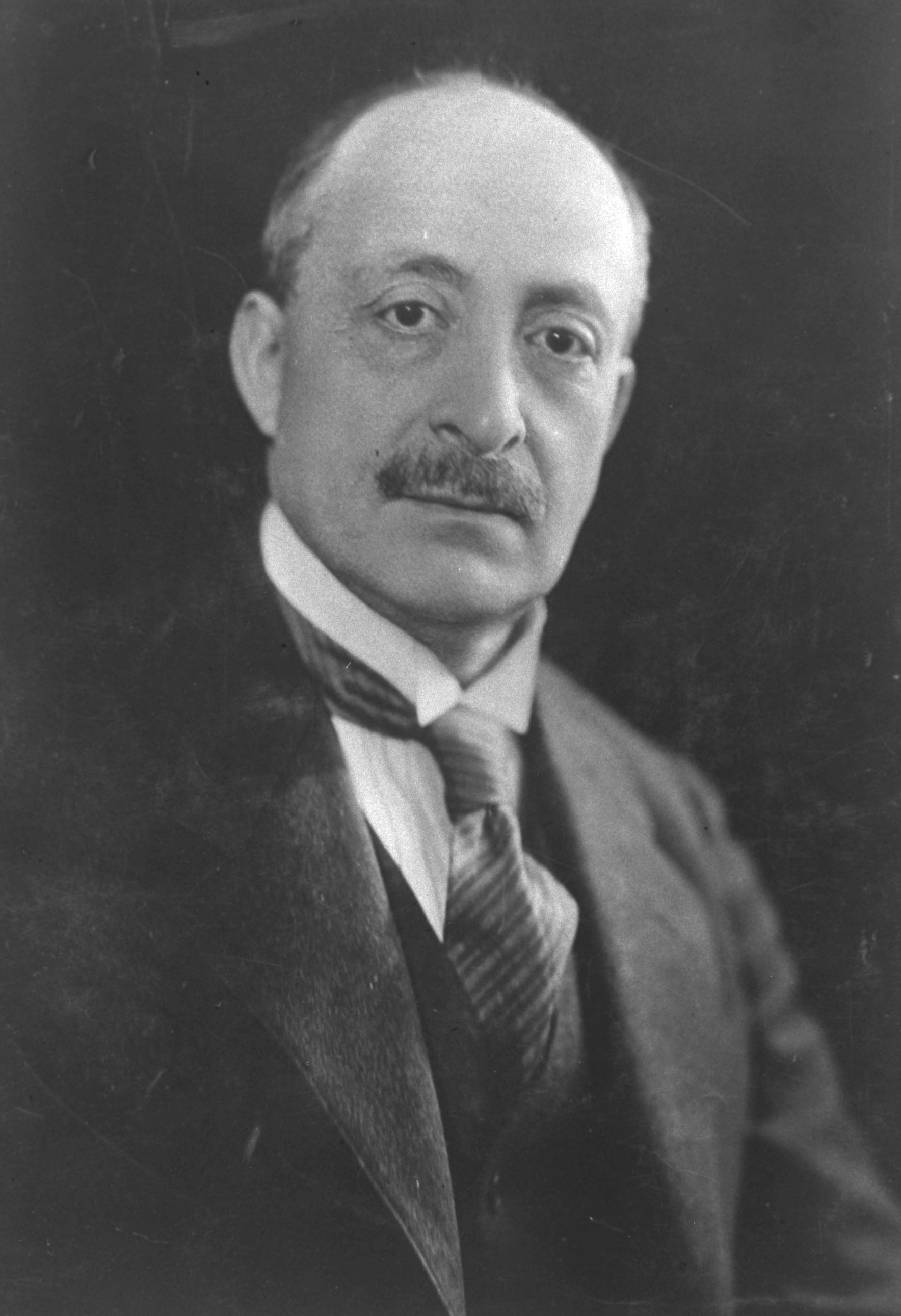
Otto Warburg
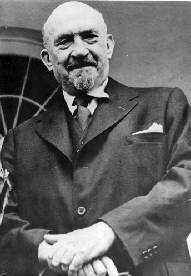
Chaim Weizmann

## Presidentes do Executivo da Organização Sionista Mundial (e da Agência Judaica)
- Ehud Avriel: (1968 – 1972)
  - Louis Arie Pincus: (1968 – Out. 1973)
  - Arie Leon Dulzin (1.ª vez): (Out. 1973–1975)
  - Pinhas Sapir: (1975 – 12 Ago. 1975)
  - Arie Leon Dulzin (2.ª vez) (interino): (12 Ago. 1975 –  6 Jan. 1976)
  - Joseph Almogi: (6 Jan. 1976 – 1978)
  - Arie Leon Dulzin (3.ª vez ): (1978 – Dez. 1987)
  - Simcha Dinitz: (Dic. 1987 – 14 Feb. 1994)
  - Yehiel Leket (interino): (Fev. 1994 – Fev. 1995)
  - Avraham Burg: (Fev. 1995 – Fev. 1999)
  - Sallai Meridor: (25 Fev. 1999 – 2005)
  - Zeev Bielski: (2005–2009)
  - Avraham Duvdevani (2010 – presente)

## Congresso Sionista Mundial
O Congresso Sionista Mundial (em hebraico:  הקונגרס הציוני העולמי), também conhecido como 'O Parlamento do Povo Judeu', é a mais importante reunião democrática de judeus de todo o mundo. Elege os oficiais e decide sobre a política da WZO e da Agência Judaica. Todo o judeu com mais de 18 anos de idade e que pertença a uma associação sionista tem direito a voto, e o número de delegados, por razões funcionais, é limitado a 500.
No período 1897-1901, o congresso sionista reuniu-se todos os anos, a partir daí de dois em dois anos nos períodos 1903-1913 e 1921-1939. Até 1946 era bienal, reunindo-se em várias cidades europeias, e foi interrompido por causa das duas guerras mundiais. O seu objetivo foi a construção da infra-estrutura para o retorno dos judeus às terras de Israel e da Palestina. Atualmente reúne-se a cada quatro ou cinco anos, em Jerusalém. O 35.º Congresso decorreu em Junho de 2006, e neste o político Zeev Bielski, do partido Kadima, foi eleito líder (chairman) do Congresso. O último congresso ocorreu em 2010.